# Wienerwaldgymnasium Tullnerbach
Das Wienerwaldgymnasium Tullnerbach ist eine öffentliche allgemein höher bildende Schule in der Marktgemeinde Tullnerbach im Bundesland Niederösterreich und ist Teil des Schulkomplexes Norbertinum Tullnerbach. Die Schule liegt an der alten Westbahn, unweit des Bahnhofs Tullnerbach-Pressbaum.

## Geschichte
Das Wienerwaldgymnasium wurde 2008 als Expositur des BG/BRG Purkersdorf gegründet und begann mit einem Lehrkörper aus ungefähr 20 Personen. Heute zählt das Gymnasium mehr als 800 Schüler und gehört zu den wichtigsten Schulen in der Umgebung. Mit einem Neubau, welcher mit Frühjahr 2023 abgeschlossen ist,  wird bis zu 900 Schülern Platz geboten.
Es gibt drei Zweige an der Schule: das sprachlich und humanistisch orientierte Gymnasium mit einem Schwerpunkt auf Englisch als Arbeitssprache, das Realgymnasium mit naturwissenschaftlichem oder jenes mit künstlerisch-bildendem Schwerpunkt. Ab der Oberstufe wird Spanisch als zweite Fremdsprache angeboten. Außerdem besteht ein  Oberstufenrealgymnasium für Pferdewirtschaft, das eine Kombination einer Berufsausbildung und der AHS-Matura bietet.
Hierfür kooperiert die Schule mit der Fachschule für Pferdewirtschaft.

## Weitere Schulen am Norbertinum
Neben dem Wienerwaldgymnasium befinden sich am Standort noch eine Volksschule sowie die Landwirtschaftliche Fachschule Norbertinum.